# Carl-Henry Alström
Carl-Henry Alström, född 3 maj 1907 i Västerås, död 31 december 1993, var en svensk psykiatriker. Han är bland annat känd för att ha namngett Alströms syndrom och Alström-Olsons syndrom. 

## Karriär
Alström blev medicine licentiat vid Karolinska Institutet 1935. Han blev 1942 medicine doktor vid Uppsala universitet med en doktorsavhandling om mortalitet vid mentalsjukhus orsakad av tuberkulos. Han arbetade som förste underläkare vid Beckomberga sjukhus 1938–1947, var verksam vid Statens institut för rasbiologi i Uppsala 1940–1942, blev docent i psykiatri
vid Karolinska Institutet 1944, och var 1948–1960 laborator i experimentell psykiatri där och överläkare vid Karolinska sjukhuset. Från 1960 var han professor i psykiatri vid Karolinska Institutet och överläkare vid S:t Görans sjukhus psykiatriska klinik.

## Vetenskapliga insatser
1957 beskrev han för första gången Alström-Olsons syndrom, i en artikel tillsammans med oftalmologen Olof Olson.
1959 beskrev han för första gången Alströms syndrom (även kallat Alström-Hallgrens syndrom), i en artikel tillsammans med bland andra Bertil Hallgren. Bakgrunden till detta var att han på Serafimerlasarettet 1946 hade påträffat en 14-årig pojke med symptom som delvis liknade det sedan tidigare beskrivna Laurence-Moon-Bardet-Biedls syndrom, men också med tydliga skillnader. Ytterligare undersökningar fann att två släktingar till pojken hade en ännu tydligare symptombild, och ärftlighetsmönstret bakom sjukdomen kunde därmed kartläggas.
Carl-Henry Alström är gravsatt i minneslunden på Skogskyrkogården i Stockholm.